# Ischnorhina ephippium
Ischnorhina ephippium is een halfvleugelig insect uit de familie schuimcicaden (Cercopidae). De wetenschappelijke naam van deze soort is voor het eerst geldig gepubliceerd in 1803 door Fabricius.